# 小野浦駅
小野浦駅（おのうらえき）は、愛知県知多郡美浜町に建設される予定であった名鉄知多新線の未成駅の仮称。同線の野間駅 - 内海駅間に設置予定であった。野間駅方1.7km地点に位置する。
当初は駅周辺の住宅地開発を予定していたが、計画の遅れおよび近隣住民の減少により乗車利用が見込めないことなどから、野間 - 内海間の開業時には設置が見送られた。遺構は2020年（令和2年）現在も残っており、列車内からも建設途中のプラットホームが確認できる。
2020年（令和2年）6月5日、名古屋鉄道は「知多新線全線開業40周年記念入場券」として、知多新線の6駅の記念入場券と小野浦駅（仮称）のレプリカ入場券のセットを発売した。

## 駅構造
2面2線の相対式ホームを持つ高架駅となる予定であった。ホームの一部は完成しているが、屋根や駅名標、ベンチなどは無く、有効長も電車2両分程度しかない。
ホームから地上への階段も完成しているが、柵に囲まれ立入禁止となっている。

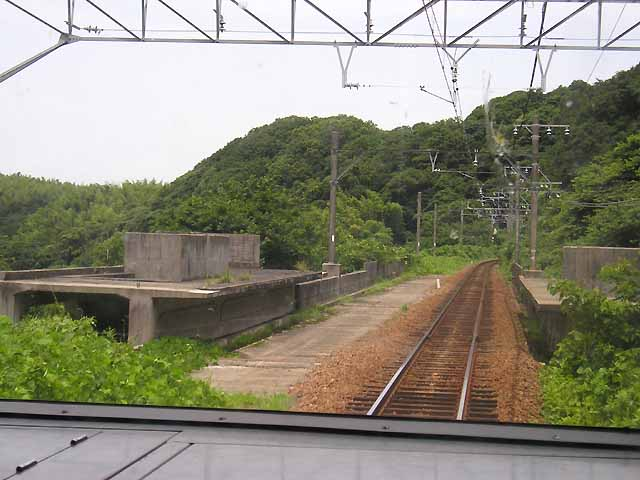
建設途中で放棄されたプラットホーム
（列車内より撮影）

## 駅周辺
集落から離れた山道の奥に立地し、周りは山林となっている。国道247号（常滑街道）、南知多道路などからはかなり離れている。駅予定地の裏側にゴルフ場（南愛知カントリークラブ美浜コース）がある。

## 隣の駅
名古屋鉄道
知多新線
野間駅 - （小野浦駅） - 内海駅